# Детский психоанализ
Детский психоанализ — психоанализ, в котором в качестве пациента выступает ребёнок. Детский психоанализ основан на тех же понятиях и принципах, что и психоанализ взрослых: внимание к внутренней психической жизни, интерпретации защит, сопротивления и переноса, реконструкции и проработке. Различия между взрослым и детским психоанализом кроются не в теории, а в практике. Если основная роль в психоаналитическом процессе с взрослыми людьми отводится речи, то в анализе с детьми — это игра и/или творчество. Игра не является целью терапии, это способ общения терапевта и ребёнка. Целью такой работы является восстановление хода нормального развития ребенка.

## Правила проведения детского психоанализа
Психоанализ ребёнка основан на тех же принципах и понятиях, что и психоанализ взрослых:
- Внимание к внутренней, душевной психической жизни.
- Интерпретация сопротивления, защиты и переноса.
- Помощь в восстановлении, обновлении и дальнейшая проработка.

Мелани Кляйн, Анной Фрейд и другими детскими психоаналитиками были сформулированы следующие условия для детского психоанализа:
- Адаптация психоаналитической техники относительно возраста ребёнка.
- Терапевтический союз с ребёнком и обязательно с его родителями.
- Обмен сведениями между психоаналитиком и родителями ребёнка.